# Edéia (ort)
Edéia är en ort i Brasilien.   Den ligger i kommunen Edéia och delstaten Goiás, i den sydöstra delen av landet, 270 km sydväst om huvudstaden Brasília. Edéia ligger 579 meter över havet och antalet invånare är 9 838.
Terrängen runt Edéia är platt. Runt Edéia är det mycket glesbefolkat, med 7 invånare per kvadratkilometer..
Omgivningarna runt Edéia är en mosaik av jordbruksmark och naturlig växtlighet.